# Kaisa Mäkäräinen
Kaisa Leena Mäkäräinen (* 11. Januar 1983 in Ristijärvi) ist eine ehemalige finnische Biathletin.
Zwischen ihrem Weltcupdebüt im Jahr 2005 und dem Karriereende 2020 gewann Kaisa Mäkäräinen 27 Einzelrennen, insgesamt sechs Medaillen bei Biathlon-Weltmeisterschaften, konnte dreimal den Gesamtweltcup für sich entscheiden und ist damit eine der erfolgreichsten Biathletinnen. Seit ihrem dritten Erfolg im Winter 2017/18 ist sie die älteste Gesamtweltcupgewinnerin der Frauen. Die Finnin war zudem eine der dominanten Langläuferinnen ihrer Zeit im Biathlon-Weltcup. 2011 wurde sie als erste Biathletin überhaupt zur finnischen Sportlerin des Jahres gewählt.

## Leben

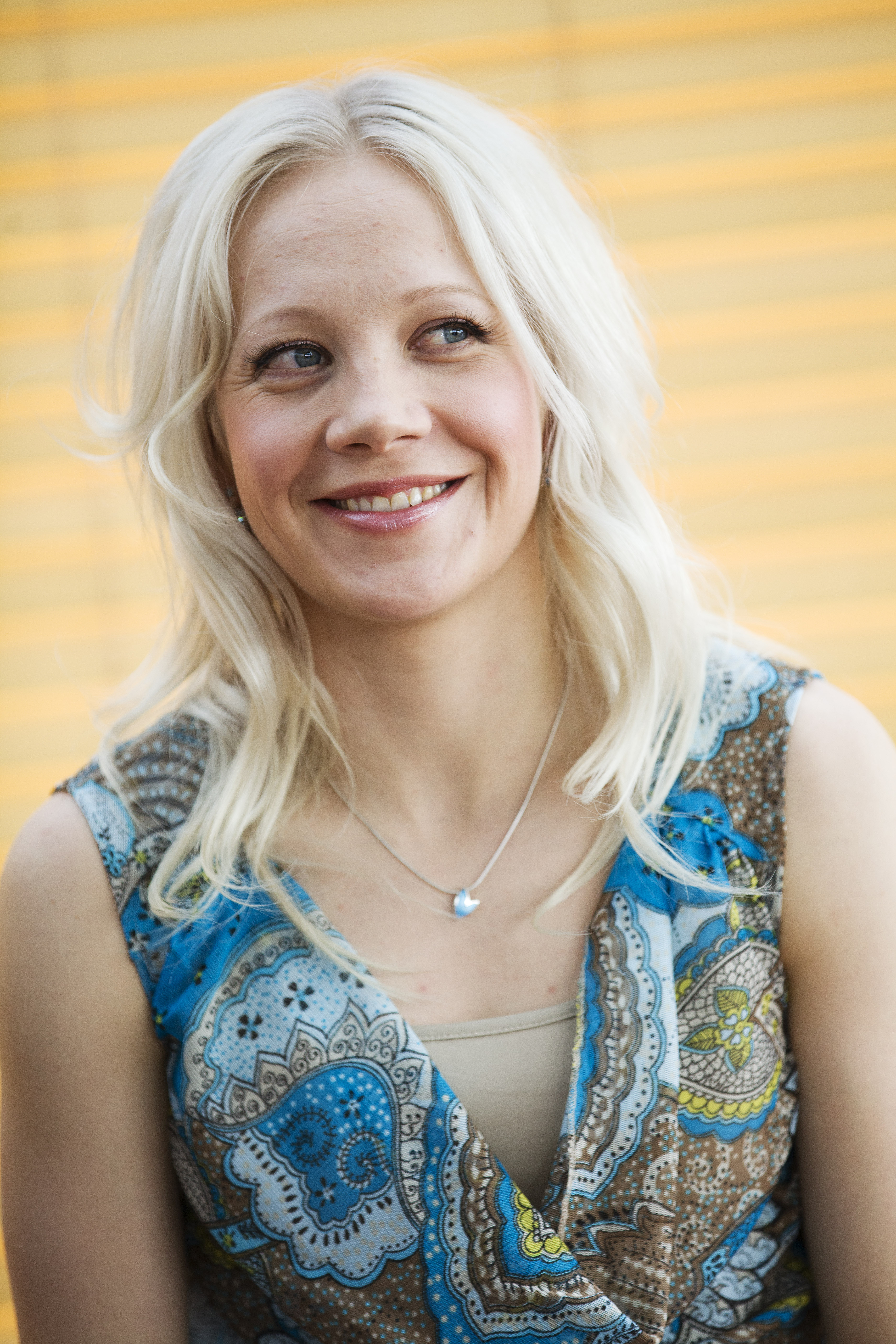
Mäkäräinen im Frühjahr 2012

Kaisa Mäkäräinen stammt aus Ristijärvi im Nordosten Finnlands, wo sie zur Welt gekommen und aufgewachsen ist. Ein Teil ihrer Familie lebt heute noch dort. Heute wohnt sie mehrere hundert Kilometer weiter südlich in Joensuu, nicht weit von Kontiolahti entfernt. Sie startete für den Kontiolahden Urheilijat und nutzte unter anderem das Kontiolahden ampumahiihtokeskus für die Vorbereitung auf die Wettkämpfe. Wenn sie neben dem Training und den Wettkämpfen Zeit fand, studierte sie an der Universität in Joensuu Mathematik und Physik auf Lehramt. In der Vergangenheit hat sie als Sportreporterin für die Lokalzeitung Karjalainen gearbeitet. Ihr damaliger Verlobter Jarkko Siltakorpi war als Skitechniker beim finnischen Biathlonverband angestellt.
Als nach der Saison 2015/16 eine Stellungnahme von Mäkäräinen bezüglich ihrer Zukunft als Leistungssportlerin erwartet wurde, überraschte sie am 7. April 2016 in einer angekündigten Verlautbarung nicht mit der Entscheidung für oder gegen den Sport, sondern stellte ihr neues Projekt vor, dem sie sich neben ihrer sportlichen Karriere widmet. Den Bau ihres Hauses begleitete sie mit regelmäßigen Bild- und Wortbeiträgen in sozialen Netzwerken unter dem Titel „Kaisa goes home“ (engl. für „Kaisa geht nach Hause“).

## Karriere

### Anfänge im Biathlon (2003 bis 2007)
Die Studentin Kaisa Mäkäräinen begann 2003 mit dem Biathlonsport, nachdem sie vorher bereits im Langlauf aktiv war. Sie startete für Kontiolahden Urheilijat (Kontiolahti Sport Club) und wurde anfangs von Tomi Kuutti trainiert. Ende Januar 2004 bestritt sie mit den Juniorenweltmeisterschaften in Haute-Maurienne, wo ein 23. Platz im Einzelwettkampf ihr bestes Resultat war, ihre ersten internationalen Rennen und gehört seit 2004 zum finnischen Nationalteam. Im März 2005 nahm Mäkäräinen in Hochfilzen erstmals bei Biathlon-Weltmeisterschaften teil und erreichte dort als bestes Ergebnis Rang 49, wiederum im Einzelwettkampf. Seit der Saison 2005/06 startet die Finnin im Weltcup. Nachdem sie in Östersund mit der Staffel Rang 14 belegt und im Sprint als 94. die Qualifikation für das Verfolgung deutlich verpasst hatte, errang sie eine Woche später in Hochfilzen als 29. des Sprints ihre ersten Weltcuppunkte. Am Ende der Saison belegte sie im Gesamtweltcup Rang 62. Im folgenden Winter klassierte sich Mäkäräinen im Weltcup regelmäßig unter den besten 30 und kam Ende Januar 2007 als Siebte des Massenstarts von Pokljuka erstmals unter die besten zehn. Dieses Ergebnis konnte sie bei den Weltmeisterschaften in Antholz bestätigen, als sie Achte im Einzel und Siebte im Massenstart wurde. Im Gesamtweltcup konnte sie sich auf den 27. Platz verbessern.

### Erste Erfolge im Weltcup (2007 bis 2010)
Die Weltmeisterschaften im Sommerbiathlon 2007 in Otepää beendete die Finnin als Doppelweltmeisterin im Sprint und in der Verfolgung auf Skirollern. Im Winter 2007/08 gelang ihr kurz vor Weihnachten als Zweite im Sprint von Pokljuka erstmals der Sprung unter die besten drei in einem Weltcuprennen. Bei den Weltmeisterschaften in Östersund war ein 15. Platz im Massenstart ihr bestes Ergebnis. Im Gesamtweltcup gelang ihr nach einem weiteren Podestplatz (3. beim Verfolgungsrennen in Ruhpolding) und einigen Platzierungen unter den besten zehn eine weitere Steigerung auf Platz 13. 2008/09 konnte sie dieses Niveau halten, erreichte zwei weitere Podestplätze im Weltcup und wurde 14. im Gesamtweltcup. Bei den Weltmeisterschaften 2009 in Pyeongchang unterlag sie in der Verfolgung der Russin Olga Saizewa im Zielsprint und wurde Vierte. Zum Abschluss der Saison gewann sie den Sprint-Titel bei den Finnischen Meisterschaften. Im folgenden Winter stagnierten ihre Leistungen nach gutem Beginn (3. Platz im Sprint von Östersund), sodass sie die Gesamtweltcupwertung in diesem Winter nur auf Rang 22 abschloss. Auch ihre ersten Olympischen Winterspiele in Vancouver im Februar 2010 verliefen für die Finnin wenig erfolgreich: als bestes Resultat erreichte sie Rang 45 in der Verfolgung.

### Weltmeistertitel und Gesamtweltcupsieg (2010/2011)

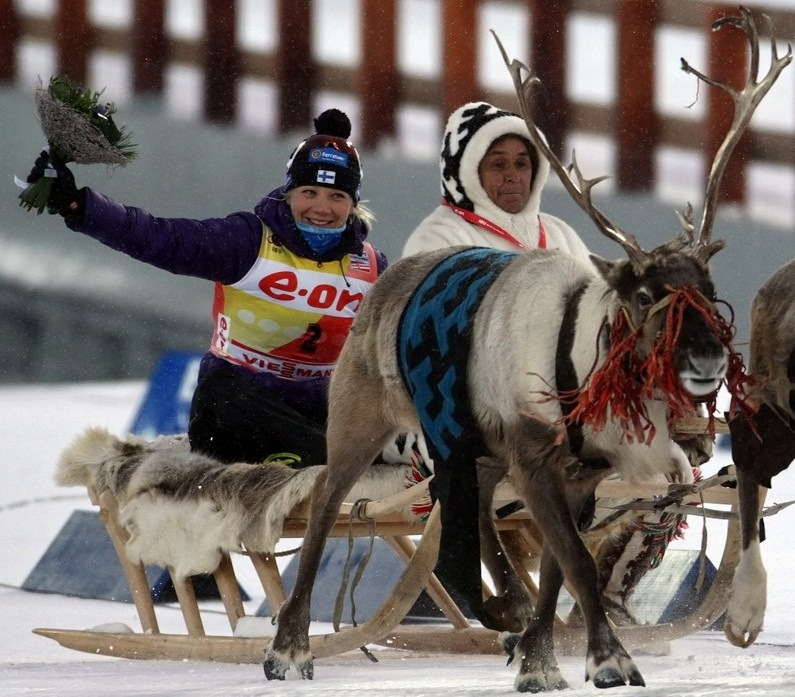
Nach dem Gewinn der Goldmedaille in Chanty-Mansijsk

Für die Weltcupsaison 2010/11 wurde Mäkäräinen durch den Österreicher Josef Obererlacher trainiert. Sie zeigte sich schon beim Einzel in Östersund mit der besten Laufzeit aller Teilnehmerinnen in guter Laufform. Beim folgenden Sprint blieb sie zudem im Schießen ohne Fehlschuss und gewann ihr erstes Weltcuprennen vor der ebenfalls fehlerfreien Miriam Gössner, die zwar in der Loipe ein wenig schneller, aber am Schießstand langsamer war. In der anschließenden Verfolgung gelang ihr nach erneut makellosem Schießen der zweite Sieg, wiederum vor Gössner. Ihr bisher größter Erfolg gelang Kaisa Mäkäräinen bei den Weltmeisterschaften 2011 im russischen Chanty-Mansijsk. Nach einem zweiten Platz im Sprint hinter Magdalena Neuner gelang ihr in der anschließenden Verfolgung durch ein fehlerfreies Schießen der Gewinn der Goldmedaille. Mäkäräinen ist damit die erste finnische Biathlonweltmeisterin der Geschichte. Bei den Wettbewerben zum Saisonabschluss am Holmenkollen lief sie zum zwanzigsten Mal während der Saison in die Top Ten und sicherte sich dank ihrer Konstanz als erste Finnin den Biathlon-Gesamtweltcup. 2011 wurde sie auch zur Sportlerin des Jahres in Finnland gewählt.

### Etablierung in der Weltspitze (2011 bis 2013)
Nach einem Trainerwechsel konnte Mäkäräinen in der Weltcupsaison 2011/12 nicht ganz an die Erfolge des Vorjahres anknüpfen. Obwohl sie sich zum Anfang der Saison wieder in phänomenaler Laufform zeigte, konnte sie über den Winter vor allem wegen oft nur mäßiger Schießleistungen mit den dominanten Frauen wie Magdalena Neuner und Darja Domratschawa nicht mithalten. Trotzdem erreichte sie im Weltcup mehrere Podiumsplatzierungen, dabei unter anderem den Gewinn im Einzel in Nové Město na Moravě. Vor heimischen Publikum in Kontiolahti, nur wenige Kilometer von ihrem Wohnort in Joensuu entfernt, sicherte sich die Finnin bei fast −20 °C nach einem zweiten Platz im Sprint den ersten Platz in der Verfolgung. Nach enttäuschenden drei Bewerben bei den Biathlon-Weltmeisterschaften 2012 in Ruhpolding, bei denen sie lediglich einmal die Top 20 erreichte, sicherte sie sich im letzten Rennen, dem Massenstart über 12,5 km, die Bronzemedaille hinter Tora Berger und Marie-Laure Brunet. Im Gesamtweltcup belegte sie zum Saisonende hinter Neuner, Domratschawa und Berger Rang 4, im Einzel- und Sprintweltcup erreichte sie jeweils die Top 3. Sie gewann zudem mit dem Schweden Carl Johan Bergman die World Team Challenge in der Arena auf Schalke in Gelsenkirchen.
Zur Vorbereitung auf die Weltcupsaison 2012/13 wurde sie von Juha Hirvi als Schießtrainer unterstützt. Der Finne war sechsmaliger Olympiateilnehmer und gewann bei den Olympischen Sommerspielen 2000 in Sydney die Silbermedaille im Kleinkaliber-Dreistellungskampf. Im Weltcup blieb sie in diesem Winter ohne Sieg, stand aber sechs Mal auf dem Podest und belegte Rang fünf im Gesamtweltcup. Bei den Weltmeisterschaften 2013 in Nové Město na Moravě konnte sie allerdings keine Medaille gewinnen. Im Sommer 2013 gewann sie den Lysebotn Opp, ein Bergrennen in Norwegen über 7,5 km auf einer Serpentinenstraße, an dem traditionell die schnellsten Langläufer und Biathleten der Welt teilnehmen.

### Zweiter Erfolg im Gesamtweltcup und Olympische Spiele (2013/2014)

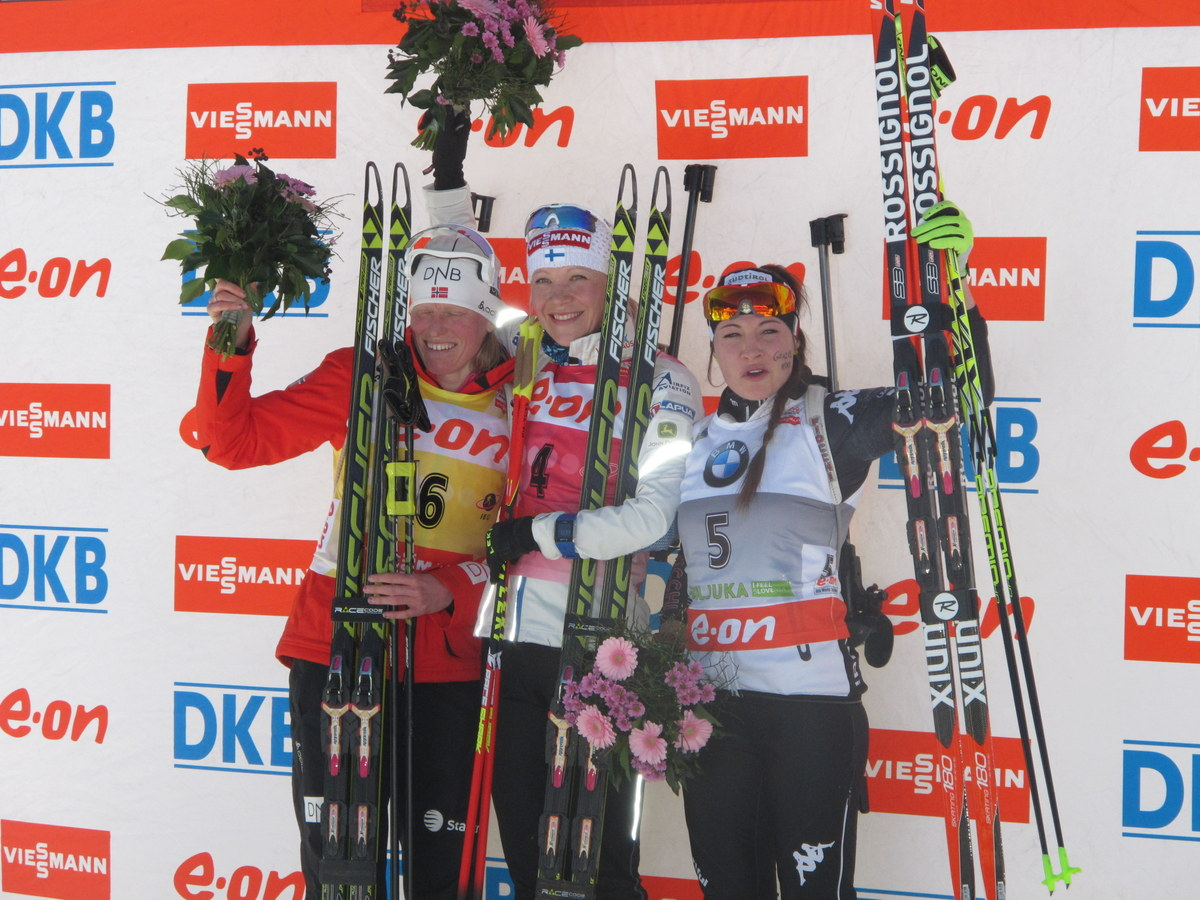
Tora Berger, Kaisa Mäkäräinen und Dorothea Wierer in Pokljuka

Im Winter 2013/14 erreichte Mäkäräinen mit einem zweiten Platz in Annecy-Le Grand-Bornand bis zur Weihnachtspause lediglich einmal die Top 10 und klassierte sich zu diesem Zeitpunkt auf dem elften Rang in der Weltcupgesamtwertung. Doch bereits in Oberhof gelang ihr mit zwei zweiten Plätzen erneut der Sprung aufs Podium. Zu den Olympischen Winterspielen ins russische Sotschi reiste sie als Drittplatzierte im Gesamtweltcup an. Dort nahm sie an allen vier Einzelwettbewerben teil, blieb allerdings ohne Medaille. Lediglich im Einzel (9.) und im Massenstart (6.) gelang ihr der Sprung unter die besten zehn. Im heimischen Kontiolahti erreichte sie ihren ersten Hattrick, indem sie die beiden Sprintrennen sowie das Verfolgungsrennen klar für sich entscheiden konnte. Beim abschließenden Weltcup in Oslo sicherte sie durch ihre Ergebnisse den Sieg des Sprint- und des Verfolgungsweltcups und konnte mit einem knappen Vorsprung von nur vier Punkten auf die Vorjahressiegerin Tora Berger zum zweiten Mal in ihrer Karriere den Gesamtweltcup gewinnen.
Nachdem der Russin Olga Saizewa mehrere Ergebnisse wegen Dopings aberkannt wurden, hatte dies auch Auswirkungen auf den Gesamtweltcup der Saison 2013/14. Aus Mäkäräinens minimalem Vorsprung auf Tora Berger führte die Neuberechnung der Rennergebnisse und der Punkteverteilung zu einem Rückstand von vier Punkten auf Berger. Im Dezember 2021 entschied das Executive Board der IBU, Mäkäräinen und Berger zur Gesamtweltcupsiegerin der Saison 2013/14 zu erklären.

### Heimweltmeisterschaften und Holmenkollen (2014 bis 2016)
Die Folgesaison begann für Mäkäräinen ähnlich erfolgreich, wie die letzte endete. Nachdem sie sich im ersten Wettkampf noch hinter Darja Domratschawa mit Platz 2 begnügen musste, eroberte sie das gelbe Trikot zurück und bestimmte ab dem Sprint in Östersund vorerst das Geschehen im Weltcup. Bis zur Weihnachtspause stand die Finnin in acht Einzelrennen sieben Mal auf dem Podest – darunter vier Siege, zwei zweite Plätze und ein dritter Rang. Nach der Pause zeigte sie sich läuferisch weiterhin in Bestform und dominierte gemeinsam mit Domratschawa die Laufzeiten. Allerdings unterliefen ihr am Schießstand zu viele Fehler und die Belarussin konnte den Abstand im Gesamtweltcup verkürzen. Bis zu den Heimweltmeisterschaften im finnischen Kontiolahti gelangen Mäkäräinen zwar neben dem Sieg im Einzelrennen in Oslo, bei dem sie in allen vier Schießeinlagen fehlerfrei blieb, drei weitere Podestplatzierungen, allerdings verlor sie das gelbe Trikot an ihre belarussische Konkurrentin. Bei den Weltmeisterschaften galt Kaisa Mäkäräinen als große Favoritin. Jedoch blieb die Bronzemedaille im Einzel, die sie sich durch eine überragende Laufleistung sicherte, ihre einzige Medaille.
Beim abschließenden Weltcup in Chanty-Mansijsk machte Mäkäräinen den Kampf um den Gesamtweltcup noch einmal spannend, indem sie nach ihrem Sprintsieg den Abstand auf die Weltcupführung auf neun Punkte verkürzte. In der anschließenden Verfolgung erreichte sie den vierten Platz und gewann neben der kleinen Kristallkugel im Einzel auch den Verfolgungsweltcup. Beim abschließenden Massenstart blieb sie mit fünf Schießfehlern hinter Domratschawa und erreichte somit im Gesamtweltcup den zweiten Platz.
Nach dem Ende der Saison wurde darüber spekuliert, ob die bereits 32 Jahre alte Athletin nach ihren Heimweltmeisterschaften ihre Karriere beendet. Ende April stellte sie jedoch in einem Video klar, dass sie die Saison 2015/16 bestreiten wird. Nachdem die Vorjahressiegerin Darja Domratschawa an Pfeifferschem Drüsenfieber erkrankt ist und die ganze Saison pausierte, galt sie als Favoritin auf den Gewinn des Gesamtweltcups. Mäkäräinen gewann bis zu den Biathlon-Weltmeisterschaften 2016 im norwegischen Oslo zwei Rennen und stand damit insgesamt sechsmal auf dem Podium, mit vielen Ergebnissen außerhalb der besten 10 jedoch konnte sie nicht mit der Tschechin Gabriela Soukalová mithalten, die konstant bessere Ergebnisse ablieferte. Bei den Weltmeisterschaften gewann sie erneut eine Medaille. Im letzten Rennen, dem Massenstart, gewann sie mit einem Fehler und der Laufbestzeit die Bronzemedaille hinter der Französin Marie Dorin-Habert und der Deutschen Laura Dahlmeier. Mit der Medaille im Gepäck reiste Mäkäräinen zum letzten Weltcup nach Chanty-Mansijsk. In den beiden abschließenden Rennen, dem Sprint und der Verfolgung, feierte sie ihren dritten und vierten Saisonsieg.

### Dritter Erfolg im Gesamtweltcup (2016 bis 2018)

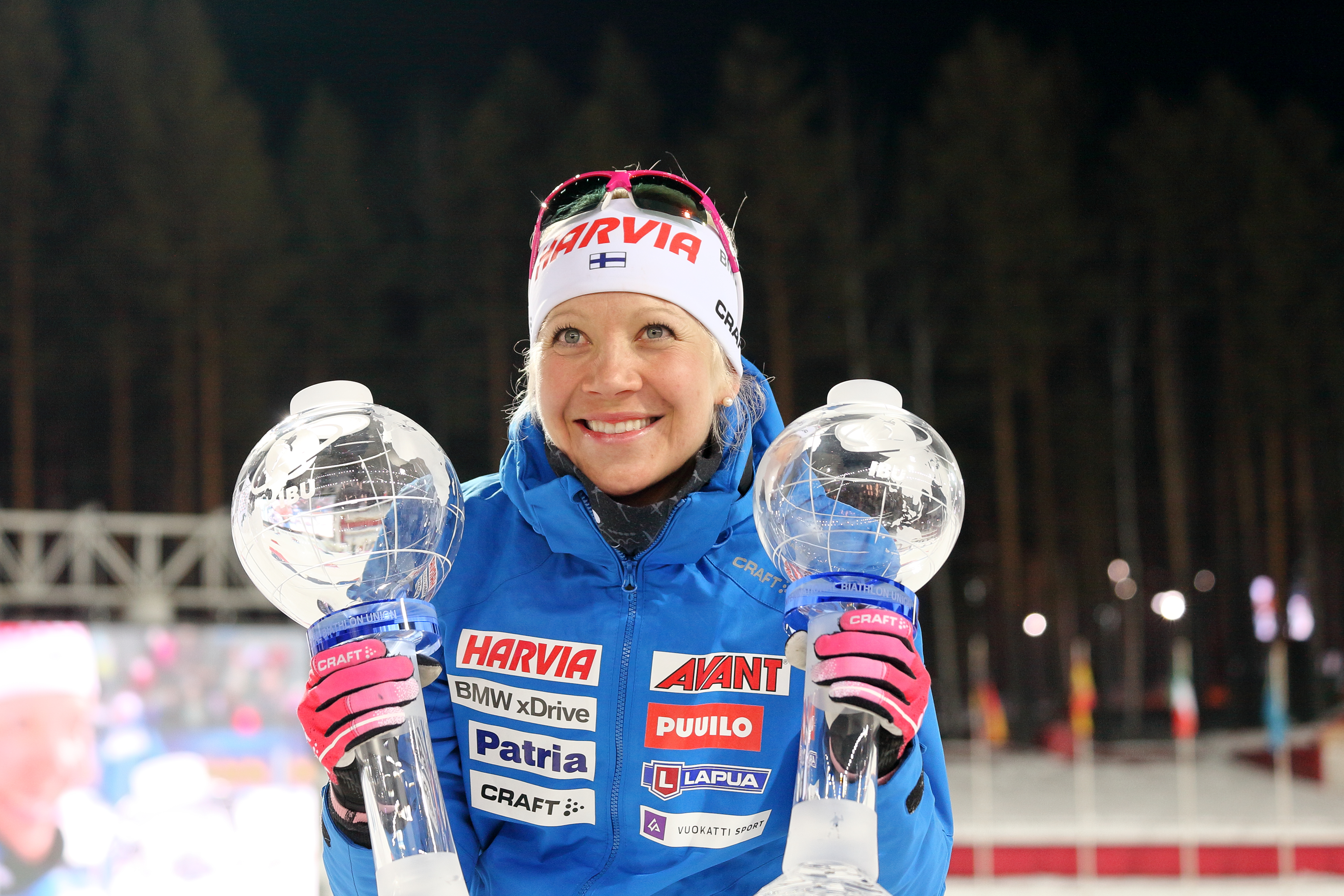
Mäkäräinen mit zwei Kristallkugeln in Tjumen nach dem letzten Rennen der Weltcupsaison 2017/18

Im Frühjahr 2016 wurde erneut spekuliert, ob Mäkäräinen ihre Karriere beendet. Eine Entscheidung, die für den 7. April 2016 erwartet wurde, gab es dazu nicht. Erst am 28. April gab sie bekannt, dass sie ihre Karriere fortsetzen will. Nachdem der finnische Trainer zurückgetreten war, machte sie ihre Entscheidung von der Person des neuen Trainers abhängig. Mit Antti Leppävuori als Cheftrainer möchte sie bis zu zwei Jahre weiter im Weltcup starten. Ein großes Ziel sind neben den Biathlon-Weltmeisterschaften 2017 im österreichischen Hochfilzen die Nordischen Skiweltmeisterschaften 2017 im finnischen Lahti, an denen sie – sofern möglich – teilnehmen möchte. Wenn sie sich weiterhin gut fühlt, möchte sie auch in der Folgesaison starten und an den Olympischen Winterspielen 2018 teilnehmen. Nach nur einem 24. Platz im ersten Rennen der Saison 2016/17, dem Einzelrennen in Östersund, das durch schwierige und wechselhafte Windbedingungen geprägt war, folgten bis zum Jahreswechsel zwei zweite Plätze und – mit Ausnahme eines 11. Platzes beim Verfolgungsrennen im tschechischen Nové Město na Moravě – nur Top-10-Platzierungen. Nach einem zweiten und einem dritten Platz im Januar 2017 in Oberhof gewann sie eine Woche später beim Sprint in Ruhpolding ihr erstes Weltcuprennen auf deutschem Boden. In der anschließenden Verfolgung bestätigte sie diese Leistung, indem sie dieses Rennen ebenfalls gewann. Beim Weltcup in Antholz ging die finnische Damenstaffel mit einer ungewöhnlichen Aufstellung an den Start, denn meist wurde Kaisa Mäkäräinen als Startläuferin aufgestellt. Sie ging jedoch nach Laura Toivanen, Sanna Markkanen und Mari Laukkanen als letzte Athletin auf die Strecke und beendete das Rennen auf Rang 8, was ihre persönliche Bestleistung in der Staffel ist und das beste Ergebnis für eine finnische Damenstaffel seit dem 6. Platz bei den Biathlon-Weltmeisterschaften 2003. Wie schon so oft blieben ihre Leistungen bei den Weltmeisterschaften hinter ihren Erwartungen und auch hinter ihren Möglichkeiten zurück. Dennoch sicherte sie sich die letztmögliche Medaille der Titelkämpfe und gewann – wie bereits bei den Weltmeisterschaften 2012 und 2016 – die Bronzemedaille im Massenstart hinter Laura Dahlmeier und der überraschenden Zweiten Susan Dunklee. Kurz nach den Weltmeisterschaften gab Mäkäräinen bekannt, dass sie nicht zu den Nordischen Skiweltmeisterschaften fahren wird. Der finnische Verband konnte ihr keine Startgarantie geben, weil sie in diesem Winter keine Langlaufrennen bestritten hatte. Zudem bestanden zu diesem Zeitpunkt für sie gute Chancen, den Sprint- oder Verfolgungsweltcup zu gewinnen, weshalb sie keine Rennen verpassen wollte. In Pyeongchang behielt sie mit einem vierten Platz im Sprint und einem zweiten Platz im Verfolgungsrennen eine gute Ausgangsposition, mit den Plätzen 49 und 31 in ihren Heimrennen in Kontiolahti verpasste sie jedoch ihre Chance, diese Wertungen noch einmal zu gewinnen. Im letzten Rennen der Saison, dem Massenstart in Oslo, wurde sie Dritte. Dies war die 70. Podestplatzierung in ihrer Karriere.
Zum Beginn der Saison 2017/18 bewies Mäkäräinen, dass sie – obwohl sie inzwischen zu den ältesten aktiven Biathletinnen gehört – weiterhin zu den schnellsten Langläuferinnen im Weltcup zählt. Auch dank eines leicht verbesserten Stehendschießens übernahm sie nach den Wettkämpfen in Hochfilzen nach ihrer ersten Podiumsplatzierung des Winters, einem zweiten Platz im Verfolgungsrennen, seit längerer Zeit wieder das gelbe Trikot der Führenden im Gesamtweltcup. Im Staffelrennen in Oberhof konnte Mäkäräinen ihre persönliche Bestleistung in einem Staffelrennen verbessern, als sie gemeinsam mit der neuen Athletin in der finnischen Weltcupmannschaft Venla Lehtonen sowie mit Mari Laukkanen und Laura Toivanen den siebten Platz erreichte. Es war zudem das beste Ergebnis für eine finnische Damenstaffel seit dem sechsten Platz bei den Biathlon-Weltmeisterschaften 2003. Ihren ersten Weltcupsieg des Winters feierte Mäkäräinen im Januar 2018 beim Massenstart in Ruhpolding, nachdem sie kurz vor dem Ziel die in Führung liegende Laura Dahlmeier noch überholen konnte. Beim nächsten Weltcup im italienischen Antholz stand sie im Massenstart als Drittplatzierte erneut auf dem Podium. Bei den Olympischen Winterspielen 2018 blieb sie nach 2010 und 2014 erneut ohne Medaille. Während des vorletzten Weltcups der Saison im norwegischen Oslo wurde Mäkäräinen mit der Holmenkollen-Medaille ausgezeichnet. Sie gewann das vorletzte Rennen des Winters, das Verfolgungsrennen im russischen Tjumen, und ging als Führende des Gesamtweltcups im gelben Trikot in den abschließenden Massenstart. Mit einem sechsten Platz sicherte sie sich knapp zum dritten Mal in ihrer Karriere den Gewinn des Gesamtweltcuptitels sowie zum ersten Mal die Massenstartwertung. Sie ist damit die älteste Athletin, die einen Gesamtweltcuptitel gewinnen konnte.

### Letzte Jahre als aktive Biathletin (2018 bis 2020)
Am 14. Mai 2018 teilte Kaisa Mäkäräinen mit einem Instagram-Video mit, dass sie auch in der Saison 2018/19 im Weltcup an den Start gehen werde. Bei den ersten beiden Stationen auf der Pokljuka und in Hochfilzen konnte sie mit drei Siegen und einem zweiten Platz an die erfolgreiche Vorsaison anknüpfen und in der Gesamtwertung hinter Dorothea Wierer den zweiten Platz belegen. Dann trat in Nové Město na Moravě eine starke Verschlechterung der Schießergebnisse ein, die dazu führte, dass Mäkäräinen mehrfach außerhalb der Punkteränge landete und auch Anfang Januar 2019 keinen Platz unter den besten 20 mehr erreichen konnte. Erst in Antholz änderte sich dies mit einem zweiten Platz im Sprint, beim Weltcup in Soldier Hollow wurde sie Zweite im Sprint und Dritte in der Verfolgung. Sie beendete die Saison auf Rang sieben der Gesamtweltcupwertung und konnte sich zum ersten Mal seit der Saison 2009/10 nicht unter den Top 5 der Gesamtwertung platzieren. Bei den Weltmeisterschaften 2019 im schwedischen Östersund gewann sie – zum ersten Mal seit den Weltmeisterschaften 2013 – keine Medaille.

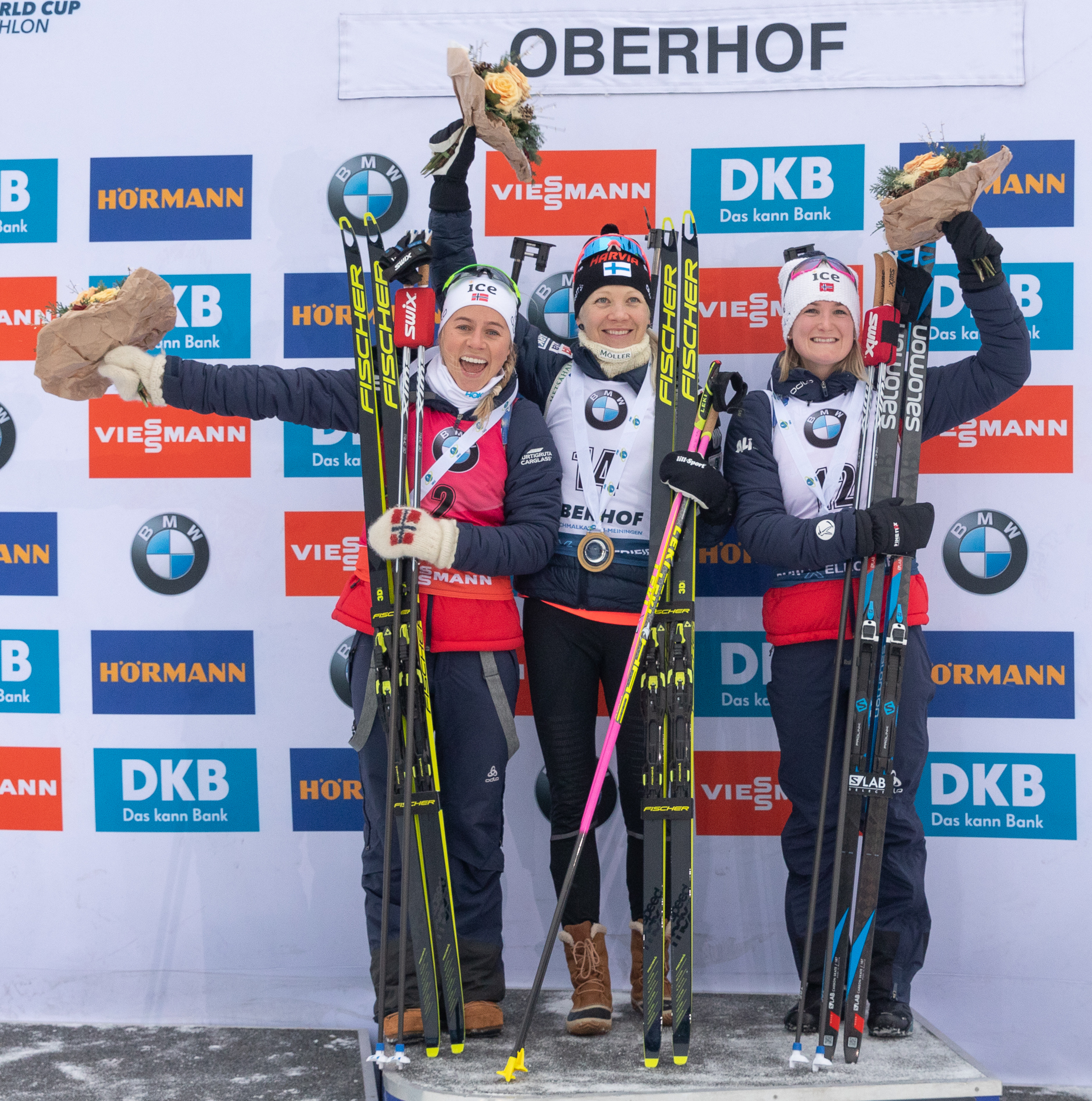
Siegerehrung beim letzten Weltcupsieg in Oberhof mit Tiril Eckhoff und Marte Olsbu Røiseland

Mit einem 53. Platz im ersten Einzelrennen der Saison 2019/20, dem Sprint im schwedischen Östersund, startete Kaisa Mäkäräinen ohne Punkte in die neue Weltcupsaison. Nach zwei 13. Plätzen im Einzelwettkampf von Östersund und dem Sprint in Hochfilzen erreichte sie dort mit dem siebten Platz im Verfolgungsrennen ihre erste Top-10-Platzierung in der Saison. Den Sprint in Annecy/Le Grand-Bornand beendete sie als 56. erneut ohne Weltcuppunkte, im Massenstart verfehlte sie als Vierte die Podiumsplatzierungen nur um gut zehn Sekunden. Im Januar 2020 gewann sie den Massenstart in Oberhof und zum ersten Mal überhaupt ein Weltcuprennen an diesem Veranstaltungsort. Mit Platzierungen außerhalb der Top 10 in Ruhpolding und auf der Pokljuka-Hochebene und insbesondere mit einem 65. Platz im Einzelwettkampf von Pokljuka, fuhr sie nur als Außenseiterin zu den Biathlon-Weltmeisterschaften 2020 in Antholz. Dort konnte sie lediglich im Mixed-Staffelrennen – gemeinsam mit Mari Eder, Tero Seppälä und Olli Hiidensalo – eine Top-10-Platzierung erreichen. In den Einzelrennen, insbesondere mit einem 40. Platz im Sprint, verfehlte sie die Podiumsplatzierungen deutlich. Auch im Massenstart, ihrer besten Disziplin dieses Winters und auch die einzige Disziplin, in der sie bei Weltmeisterschaften mehrere Medaillen gewinnen konnte, ging sie nach fünf Strafrunden auf Rang 14 leer aus. Beim vorletzten Weltcup der Saison im tschechischen Nové Město na Moravě der wegen der Ausbreitung des SARS-CoV-2-Virus ohne Zuschauer stattfand, belegte sie nach einem 14. Platz im Sprint und einem 16. Platz im Staffelrennen mit einem siebten Platz im Massenstart erneut eine Top-10-Platzierung. Obwohl sie vor und während des Winters immer wieder nach einem möglichen Karriereende und nach ihrer Zukunft gefragt wurde, äußerte sich Mäkäräinen bis zuletzt weder zu einem konkreten Rücktrittstermin noch zu ihrer sportlichen Zukunft. Auch in einem Interview mit Kati Wilhelm, das während des Weltcups in Kontiolahti in Mäkäräinens benachbarter Heimatstadt Joensuu aufgenommen und am Tag des Sprints am 13. März 2020 in der ARD ausgestrahlt wurde, machte Mäkäräinen keine konkreten Aussagen zu diesem Thema. Kurz vor dem Start des Verfolgungsrennens in Kontiolahti – das nach einer Absage des Saisonfinales in Oslo und der Staffelwettkämpfe am folgenden Tag – als das letzte Biathlonrennen des Winters 2019/20 ausgetragen wurde, verkündete Kaisa Mäkäräinen in den sozialen Netzwerken, dass sie nach diesem Verfolgungsrennen ihre Karriere beenden werde. Obwohl sich Mäkäräinen ihr letztes Biathlonrennen anders geplant und es sich auch anders gewünscht hatte und auch wenn es für sie eine sehr emotionale Entscheidung und ihr letzter Winter schwierig war, bereue sie diese Entscheidung nicht. Sie führte an, dass weder die Ergebnisse des Winters, noch dieses abrupte Ende des Winters und ihrer Karriere und die Tatsache, dass sie ihr letztes Rennen ohne Zuschauer bestreiten müsse, ihr nicht „all die guten Dinge“ nehmen würde, die ihr der Biathlon in den letzten Jahren gebracht hat. Sie freue sich auch mit ganzem Herzen auf ihr letztes Biathlonrennen, das sie mit allen ihren „wunderbaren Kolleginnen“ genießen werde. In ihrem letzten Rennen setzte Mäkäräinen noch einmal die Laufbestzeit, trotz vier Schießfehlern verbesserte sie sich vom 18. auf den vierten Rang und verpasste damit die Medaillenränge nur um wenige Sekunden.

## Karriere nach dem Rücktritt
Seit ihrem Rücktritt als aktive Biathletin arbeitet Kaisa Mäkäräinen als Expertin für Biathlon bei Yle, der öffentlich-rechtlichen Rundfunkanstalt Finnlands.
2023 nahm Mäkäräinen mit ihrer ehemaligen Teamkollegin Mari Eder an der ersten Auflage von Amazing Race Suomi (der finnische Ableger von The Amazing Race) teil und gewannen.
Obwohl Mäkäräinen ihre aktive Karriere bereits 2020 beendet hatte, nimmt sie weiterhin an finnischen Meisterschaften teil. So gewann sie z. B. 2021 Silber im 10-km-Freistilrennen im Langlauf oder 2025 Gold im Biathlonsprint.

## Auszeichnungen
Anfang Januar 2012 wurde Kaisa Mäkäräinen als erste Biathletin überhaupt zum Finnlands Sportler des Jahres 2011 gewählt. 2016 wurde sie auf der Finnischen Sportgala mit dem Preis aufregendster Moment im Sport für den Empfang der Bronzemedaille bei den Heimweltmeisterschaften in Kontiolahti ausgezeichnet. 2018 erhielt sie die Holmenkollen-Medaille, die höchste norwegische Auszeichnung im Skisport. Im Februar 2021 wurde Mäkäräinen auf der Finnischen Sportgala als Botschafterin des finnischen Sports ausgezeichnet. Der Preis wurde von ihrem Patenkind überreicht und ihre Lieblingsband Apulanta würdigte sie mit einem Liveauftritt.

## Leistungsentwicklung

### Langlauf

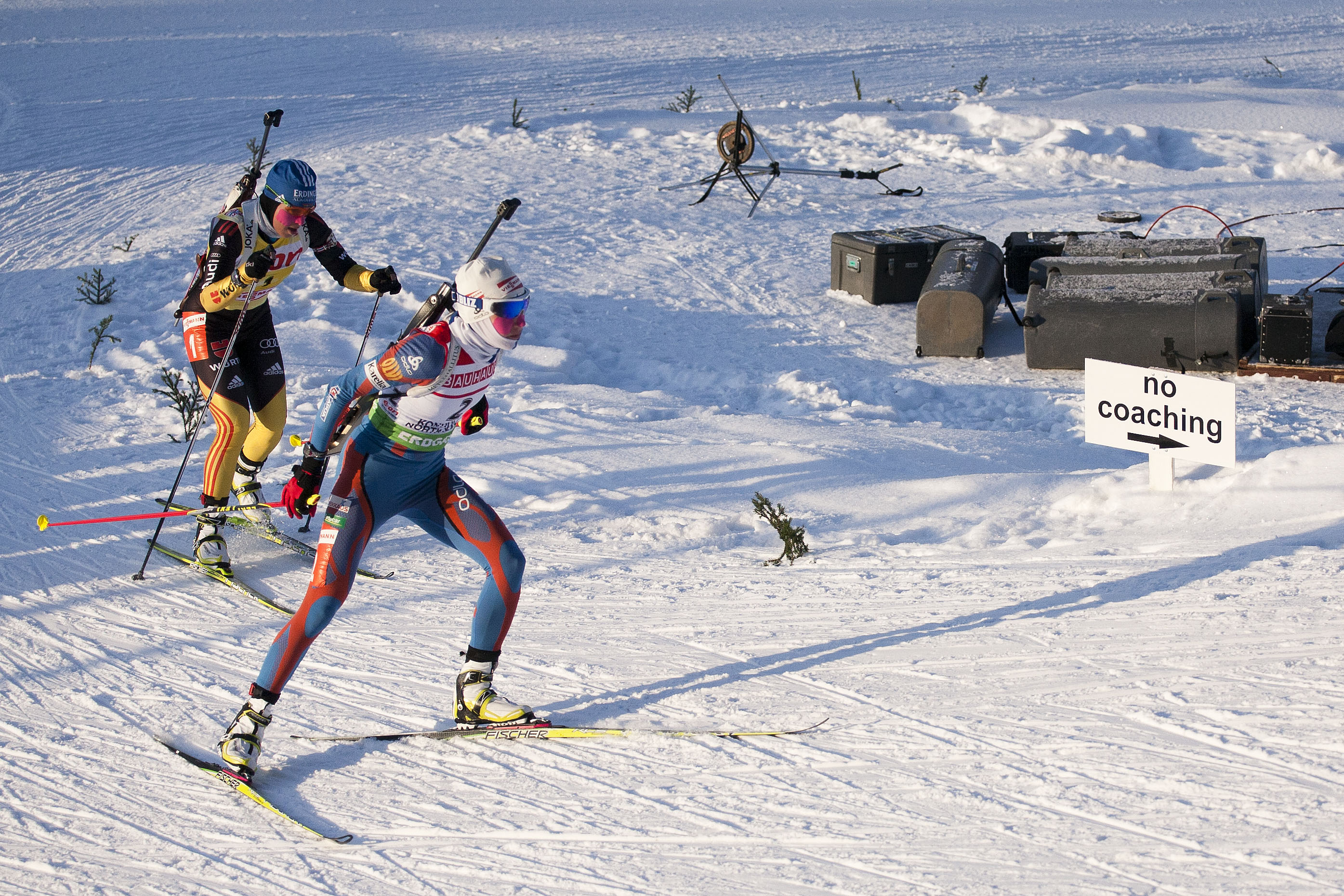
Mäkäräinen und Magdalena Neuner beim Weltcup in Kontiolahti im Februar 2012

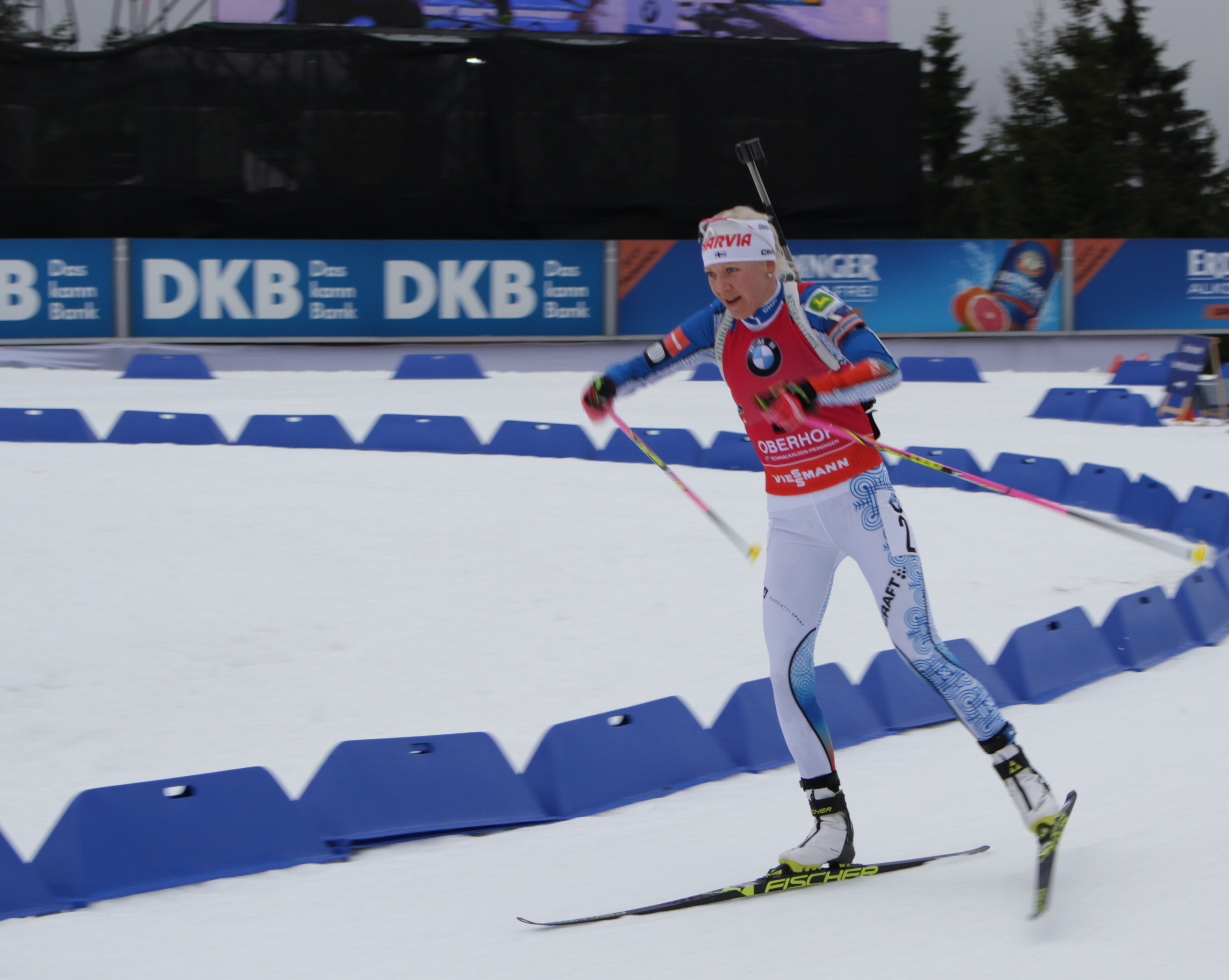
Mäkäräinen beim Weltcup in Oberhof im Januar 2018

Kaisa Mäkäräinen gehörte zu den laufstärksten Biathletinnen des gesamten Weltcups. Bis zum Ende ihrer Karriere im März 2020 setzte sie in 66 Rennen die schnellste Laufzeit und war damit in insgesamt 172 Einzelrennen unter den drei schnellsten Athletinnen. Gemeinsam mit Sportlerinnen wie z. B. Magdalena Neuner, Darja Domratschawa, Laura Dahlmeier oder Tiril Eckhoff bestimmte sie das Laufniveau im Biathlon-Weltcup.
Zum Beginn ihrer Weltcupkarriere waren ihre Laufleistungen im internationalen Vergleich jedoch nur durchschnittlich. Obwohl Mäkäräinen vom Langlaufen zum Biathlon wechselte, erreichte sie in ihrer ersten Saison im Weltcup nur ein Ergebnis innerhalb der 20 schnellsten Laufzeiten, das Eröffnungsrennen im schwedischen Östersund beendete sie auf Rang 94 mit der 81. Laufzeit. In der Folgesaison konnte sie ihre Zeiten in der Loipe ein gutes Stück steigern. Mit zwei Zeiten in den Top 10 und damit insgesamt 17 Zeiten in den Top 30 übertraf sie ihre bisherige Quote deutlich. In der Zeit von 2007/08 bis einschließlich 2009/10 bewegten sich ihre Laufleistungen auf einem recht konstanten Niveau. Während dieser Zeit erreichte sie bei den Ergebnissen in dieser Teildisziplin im Saisondurchschnitt zwischen der 13. und 15. Zeit aller Athletinnen in Einzelrennen. Ihre erste Laufbestzeit in einem Rennen erzielte sie beim Sprint in Oberhof im Januar 2010, den sie nach vier Schießfehlern auf dem 20. Platz beendete.
Ihr großer Durchbruch erfolgte in der Saison 2010/11, in der sie zum ersten Mal den Gesamtweltcuptitel gewann. Im Saisonverlauf setzte sie zwei Laufbestzeiten, vier zweite und fünf dritte Zeiten. Lediglich in zwei Rennen lag ihre Laufzeit knapp außerhalb der besten Zehn. Mit einer guten Trefferquote am Schießstand und dem Absolvieren aller Rennen – mit Ausnahme einer Disqualifikation im Massenstart im Januar 2011 im italienischen Antholz – war diese Leistung die Grundlage für ihren Erfolg im Gesamtweltcup.
In den folgenden Jahren war Mäkäräinen in der Lage, diese Quote stetig zu verbessern. Ihre stärkste Saison – was die Laufzeiten betrifft – hatte sie im Winter 2014/15. In mehr als der Hälfte der 25 Rennen setzte sie die Laufbestzeit, mit Ausnahme zweier Rennen klassierte sie sich immer unter dem drei Schnellsten des ganzen Feldes. Den Gesamtweltcup konnte sie trotzdem nicht gewinnen, da die ähnlich laufstarke Darja Domratschawa bei den Platzierungen eine leicht bessere Quote als Mäkäräinen hatte und den Gesamtweltcup mit 48 Punkten Vorsprung nach Streichergebnissen für sich entscheiden konnte.
Obwohl nach dieser Saison Rücktrittsgerüchte laut wurden, ging die inzwischen 32-jährige Mäkäräinen im Biathlon-Weltcup 2015/16 erneut an den Start. Im Saisonverlauf zeigte sich, dass sie zwar immer noch zu den absolut schnellsten des Biathlon-Weltcups gehörte, aber die Rückstände mehrerer Konkurrentinnen nicht mehr so groß waren wie noch in früheren Jahren. So waren es unter anderem die spätere Gewinnerin des Gesamtweltcups Gabriela Soukalová sowie Dorothea Wierer, Marie Dorin-Habert und die Deutschen Laura Dahlmeier und Franziska Hildebrand, die Mäkäräinen läuferisch zum Teil ebenbürtig waren oder die Rückstände auf die schnelle Finnin gering halten konnten. Da diese Athletinnen im Schnitt eine bis zu 10 Prozentpunkte bessere Trefferquote am Schießstand hatten, belegte Mäkäräinen am Ende nur den vierten Gesamtrang hinter Soukalová, Dorin-Habert und Wierer. In dieser Saison setzte sie erneut die Laufbestzeit in neun Rennen und beendete mehr als zwei Drittel ihrer Rennen als eine der drei Schnellsten eines Rennens.
Zur Saison 2016/17 war Mäkäräinen ähnlich laufstark wie im Vorjahr. Obwohl sie die älteste Athletin innerhalb der besten zehn Damen des Gesamtweltcups war, gehörte sie weiterhin zu den schnellsten Biathletinnen im Weltcup. Sie setzte in acht Rennen die Laufbestzeit, war in mehr als zwei Drittel aller Rennen bei den drei schnellsten Läuferinnen des Feldes. Lediglich in fünf Rennen war ihre Laufzeit außerhalb der schnellsten Drei eines Rennens, jedoch immer innerhalb der schnellsten Zehn.
Im direkten Vergleich mit ihren Konkurrentinnen war Mäkäräinen auch im Winter 2017/18 eine der schnellsten Langläuferinnen unter den Biathletinnen. Sie setzte in fünf Rennen die schnellste, in sieben Rennen die zweitschnellste und in vier Rennen die drittschnellste Laufzeit. In den restlichen sechs Rennen hatte sie im Ziel die viert-, fünft- oder siebtschnellste Laufzeit. Ihr körperliches Leistungsvermögen war, in Verbindung mit einer leicht verbesserten Trefferquote am Schießstand, die Grundlage für den Gesamtweltcuptitel, den sie in diesem Winter zum dritten Mal gewinnen konnte.
Auch 2018/19 gehörte Mäkäräinen weiterhin zur Weltspitze, was die Laufzeiten betrifft. Sie setzte in vier Rennen die Laufbestzeit, in drei weiteren die zweitbeste und in zweien die drittbeste Laufzeit. Insgesamt platzierte sie sich in 19 von 24 Rennen innerhalb der schnellsten zehn Läuferinnen. Sie konnte drei Rennen gewinnen und stand in vier weiteren auf dem Podium, eine verschlechterte Trefferleistung verhinderte jedoch weitere gute Platzierungen.
In ihrer letzten Saison als aktive Biathletin war Mäkäräinen – obwohl sie nach Magdalena Gwizdoń die älteste Biathletin im gesamten Starterfeld war – in der Loipe noch schneller als im Vorjahr. Sie setzte erneut in vier Rennen die Laufbestzeit, in sechs Rennen die zweit- und in drei Rennen die drittbeste Laufzeit. In 21 Rennen war ihre Laufzeit in 20 Rennen bei den zehn schnellsten Athletinnen des Weltcups zu finden. Da sich ihre Trefferleistung im Vergleich zur Vorsaison weiter verschlechterte, erreichte sie mit dem ersten Platz beim Massenstart in Oberhof die einzige Podiumsplatzierung, beim Massenstart in Annecy-Le Grand-Bornand und im Verfolgungsrennen in Kontiolahti verpasste die als Vierte knapp die Podiumsplatzierungen. Das Verfolgungsrennen bei ihrem Heimweltcup in Kontiolahti war auch das letzte Biathlonrennen ihrer Karriere, in diesem Rennen setzte sie noch einmal deutlich die Laufbestzeit.

### Schießen

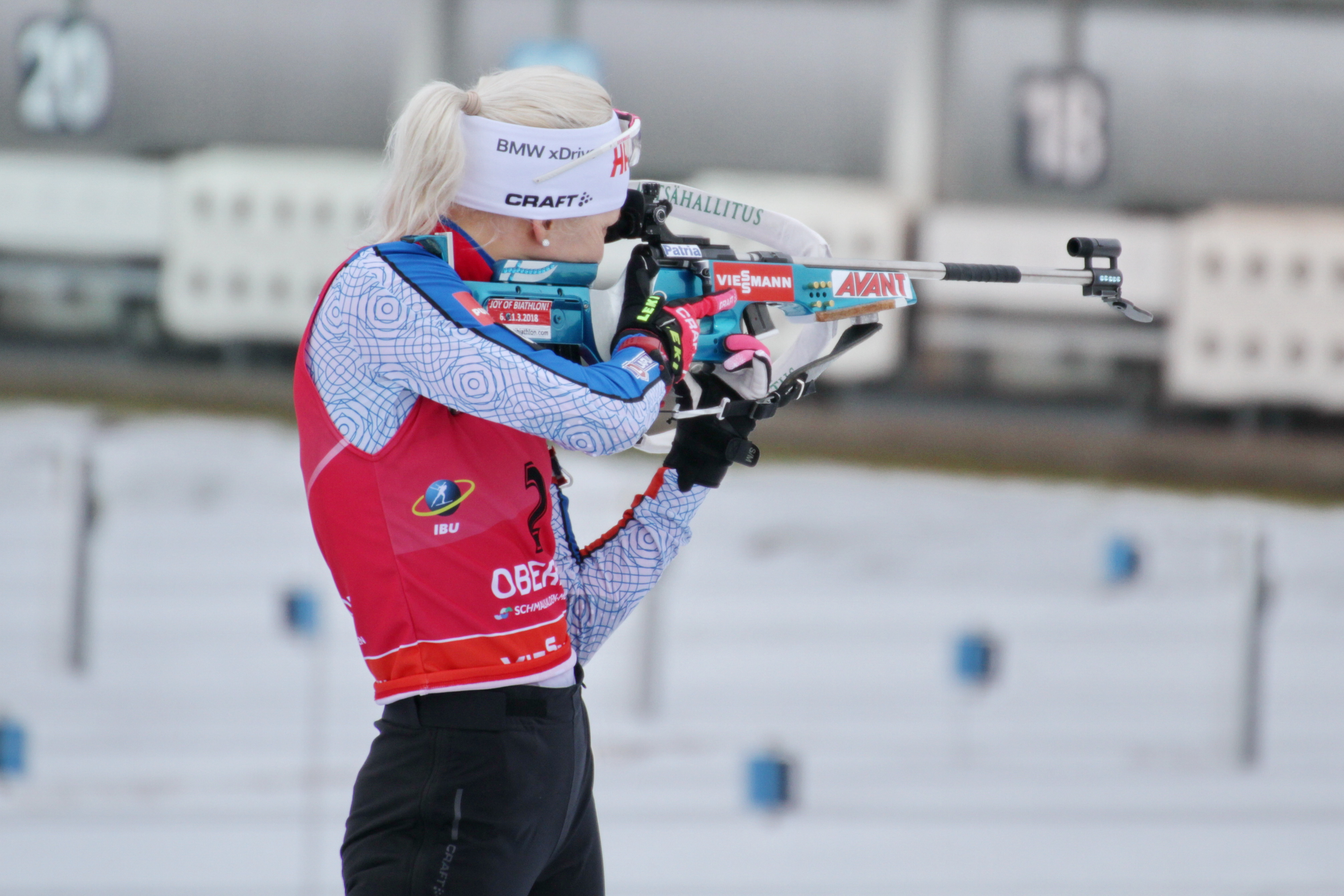
Mäkäräinen beim Anschießen, Weltcup Oberhof 2018

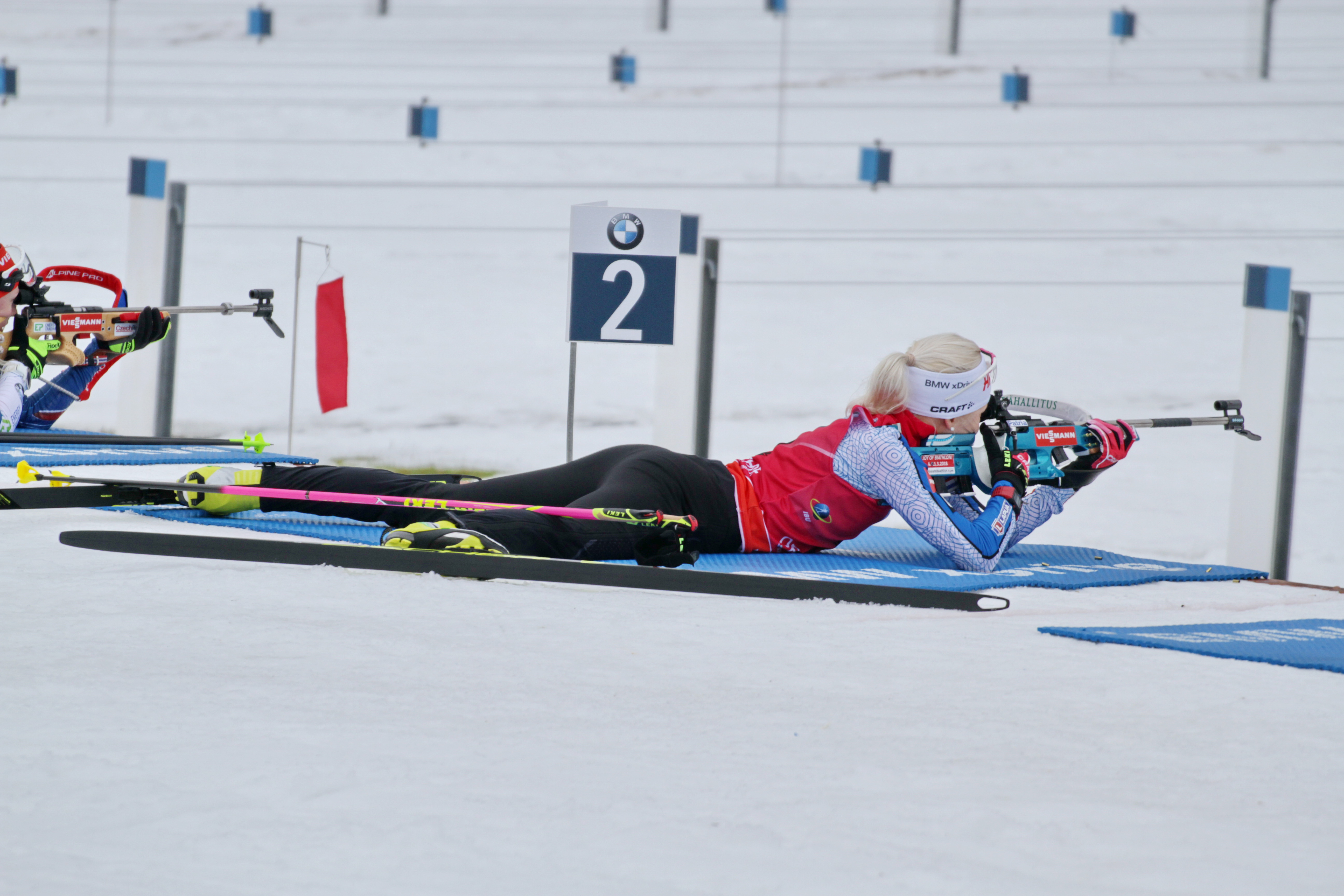
Mäkäräinen beim Weltcup in Oberhof 2018

Im Gegensatz zu ihren starken Laufleistungen bewegte sich die Trefferquote von Kaisa Mäkäräinen nur im Mittelfeld. Im Durchschnitt lag ihre Gesamtquote bei 82 %. Auffällig ist, dass – im Gegensatz zu vielen anderen Athleten – der Unterschied zwischen der Liegend- und Stehendquote meist sehr gering ausfiel. Während die Trefferquote im liegenden Anschlag in ihrer ersten Saison noch 15 Prozentpunkte besser war als im stehenden Anschlag, haben sich diese beiden Werte über die Jahre mehr und mehr angenähert und variierten oft nur um wenige Prozentpunkte. Zudem konnte man bei Mäkäräinen im Laufe ihrer Karriere starke Schwankungen in der Trefferquote beobachten.
Ihre besten Resultate in dieser Teildisziplin hatte sie in der Saison 2010/11. Damals wurde sie von dem Österreicher Josef Obererlacher, der großen Wert auf das Schießtraining der Finnin legte, betreut. Mit einer durchschnittlichen Trefferquote von 86 % lag sie deutlich über der Leistung ihrer schärfsten Konkurrentin Magdalena Neuner. Obwohl Mäkäräinen damals läuferisch noch leicht unterlegen war, waren sowohl die guten Leistungen am Schießstand als auch die Tatsache, dass sie im Gegensatz zu Neuner keinen Weltcup krankheitsbedingt auslassen musste, die Grundlage für den Gewinn des Gesamtweltcups in diesem Jahr.
Nachdem Obererlacher nach nur einem Jahr den finnischen Verband wieder verließ, verschlechterten sich Mäkäräinens Leistungen am Schießstand. Ein Jahr später suchte sie für die Vorbereitung auf die Saison 2012/13 deshalb die Unterstützung von Juha Hirvi. Dieser gewann bei den Olympischen Sommerspielen 2000 in Sydney die Silbermedaille im Kleinkaliber-Dreistellungskampf. Während des Winters zeigte sich jedoch, dass dieses Training ihre Trefferquote nicht positiv beeinflussen konnte. In der Folge verschlechterten sich ihre Leistungen weiter und am Ende des Wettkampfwinters lag ihre Gesamtquote nur noch bei 77 %. Eine Verschlechterung gegenüber ihrer bisher besten Saison 2010/11 um fast 10 Prozentpunkte bedeutet, dass sie in Sprintrennen einen Treffer pro Wettkampf weniger setzen kann bzw. zwei Treffer weniger in Einzel-, Verfolgungs- und Massenstartrennen.
In den nächsten Jahren arbeitete Mäkäräinen konsequent an ihren Schießleistungen und trainierte dabei auch mehrmals bei Joar Himle. Der Norweger gilt als sehr erfahrener Schießtrainer, der in dieser Funktion nicht nur die norwegische Mannschaft betreut, sondern auch regelmäßig ausländische Athleten und Mannschaften unterstützt. Mäkäräinens Trefferquote stabilisierte sich wieder über 80 %, insbesondere im stehenden Anschlag konnte sie ihre Leistung innerhalb von zwei Jahren von 70 % auf 82 % steigern. In Verbindung mit ihren sehr schnellen Laufzeiten konnte sie nach Olympischen Spielen ohne Medaille den Gesamtweltcuptitel 2013/14 knapp wieder für sich entscheiden. Nachdem die Trefferquoten bei Liegend- und Stehendschießen 2014/15 und 2015/16 nahezu gleich waren, lagen sie in der Saison 2016/17 bei 87 % und 79 % weiter voneinander entfernt, näherten sich mit 87 % und 84 % im Winter 2017/18 jedoch wieder an. Im Durchschnitt blieb ihre Schießleistung in diesen Jahren jedoch auf einem recht konstanten Niveau. Eine leichte Verbesserung zur Saison 2017/18 war, in Verbindung mit gewohnt schnellen Laufzeiten, die Grundlage für den dritten Gesamtweltcuptitel in ihrer Karriere.
Am Anfang der Saison 2018/19 gewann Mäkäräinen nach jeweils fehlerfreiem Schießen deutlich sowohl den Sprint als auch das Verfolgungsrennen auf der Pokljuka-Hochebene. Dieses Verfolgungsrennen war auch das letzte Rennen in Mäkäräinens Karriere, das sie ohne Schießfehler absolvierte. In Hochfilzen war sie mit einem zweiten Platz im Sprint und dem Sieg im Verfolgungsrennen noch ähnlich erfolgreich, ab dem letzten Weltcup im Dezember 2018 verschlechterte sich ihre Schießleistung drastisch. Trotz der guten Leistungen zum Saisonanfang lag diese im Mittel nur bei 79 % und war damit kaum besser als in ihrer bis dahin schlechtesten Saison 2012/13.
In Mäkäräinens letzter Saison verschlechterte sich ihre Trefferquote um einen weiteren Prozentpunkt und lag bei 78 %. Mit einer Ausnahme schoss sie in jedem Rennen mindestens zwei Fehler, lediglich beim Massenstart in Oberhof im Januar 2020 schoss sie in vier Schießeinlagen nur einen Fehler und gewann dieses Rennen. Es blieb bis zum Saisonende ihre einzige Podiumsplatzierung. Obwohl sie weiterhin zu den laufstärksten Biathletinnen des Weltcups gehörte, verhinderten schlechte Schießergebnisse bessere Platzierungen in den Rennen.

## Wettkampfbilanz
Kaisa Mäkäräinen gehört mit drei Gesamtsiegen im Biathlon-Weltcup in den Jahren 2010/11, 2013/14 und 2017/18 nach Magdalena Forsberg mit sechs Erfolgen gemeinsam mit Magdalena Neuner, die ebenfalls dreimal die Gesamtwertung gewinnen konnte, zu den erfolgreichsten Biathletinnen aller Zeiten.
In den Jahren 2010, 2014 und 2018 nahm sie an den Olympischen Winterspielen teil, gewann jedoch nie eine Medaille. Ihr bestes Ergebnis waren jeweils ein sechster Platz im Massenstartrennen 2014 in Sotschi und im Mixed-Staffelrennen 2018 in Pyeongchang. Im direkten Vergleich waren die Athletinnen, die während Mäkäräinens aktiver Karriere zwischen 2005 und 2020 den Gesamtweltcup für sich entscheiden konnten, bei Olympischen Winterspielen erfolgreicher. Lediglich Helena Ekholm kann auch keinen Erfolg bei Winterspielen vorweisen, Sandrine Bailly und Dorothea Wierer gewannen jeweils zwei olympische Medaillen in Staffelrennen. Alle anderen dieser Gesamtweltcupsiegerinnen haben mit einer Ausnahme mindestens eine Goldmedaille in Einzelrennen gewonnen. Gabriela Koukalová gewann 2014 in Sotschi Silber im Massenstart und im Mixed-Staffelrennen.
Zwischen 2005 und 2020 nahm Kaisa Mäkäräinen an zwölf vollwertigen Weltmeisterschaften sowie 2006 und 2010 an den Biathlon-Mixed-Staffel-Weltmeisterschaften auf der Pokljuka-Hochebene und in Chanty-Mansijsk teil. Ihren ersten und einzigen Weltmeistertitel gewann sie bei den Biathlon-Weltmeisterschaften 2010 im russischen Chanty-Mansijsk im Verfolgungsrennen, nachdem sie einen Tag zuvor bereits die Silbermedaille im Sprintrennen gewonnen hatte. Es folgten vier Bronzemedaillen, die sie im Massenstartrennen 2012 in Ruhpolding, 2015 im Einzelrennen bei ihren Heimweltmeisterschaften in Kontiolahti, sowie jeweils im Massenstart 2016 in Oslo und 2017 in Hochfilzen. Von allen Athletinnen, die während Mäkäräinens aktiver Karriere den Gesamtweltcup gewannen, haben nur noch Sandrine Bailly und Gabriela Koukalová jeweils eine Einzelmedaille in Gold bei den Biathlon-Weltmeisterschaften gewinnen können, alle anderen waren mehrmals erfolgreich. Die mit insgesamt sechs Goldmedaillen in Einzelrennen ist Magdalena Neuner die erfolgreichste Athletin dieser Zeit bei Weltmeisterschaften. Die Medaillenstatistik wird durch die fehlenden Erfolge der finnischen Staffeln etwas verzerrt. Während andere Nationen wie Deutschland, Norwegen, Schweden oder Tschechien auch oft sehr erfolgreiche Mannschaften für Staffelrennen stellen konnten, gewann eine finnische Damenmannschaft insgesamt nur in drei Rennen eine Bronzemedaille. Der letzte Erfolg war 1998, als in Hochfilzen die nichtolympischen Bewerbe ausgetragen wurden. Damals gewannen Katja Holanti, Tiina Mikkola, Mari Lampinen und Sanna-Leena Perunka hinter Russland und Norwegen Bronze im Mannschaftswettkampf.
Im Biathlon-Weltcup stand Kaisa Mäkäräinen in insgesamt 85 Einzelrennen auf dem Podium, mit 27 Siegen belegte sie zum Karriereende in der Bestenliste nach Weltcupsiegen den sechsten Platz. Erfolgreicher waren nur Tora Berger mit 28, Uschi Disl mit 30, Darja Domratschawa mit 31, Magdalena Neuner mit 34 und Magdalena Forsberg mit 42 Siegen. Von diesen Athletinnen stand nur Forsberg mit ebenfalls 85 Top-3-Platzierungen so oft auf dem Podium wie Mäkäräinen, alle anderen – sowie auch die Athletinnen, die während Mäkäräinens Karriere den Gesamtweltcup gewannen – haben weniger Podiumsplatzierungen aufzuweisen. Mäkäräinen wurde im Weltcup in 34 Rennen Zweite und in 24 Rennen Dritte. Ihre erste Podiumsplatzierung erreichte sie am 15. Dezember 2007, als sie im Sprint auf der Pokljuka-Hochebene hinter Sandrine Bailly Zweite wurde. Ihren ersten Weltcupsieg errang sie erst knapp drei Jahre später, als sie am 3. Dezember 2010 den Sprint im Östersund vor Miriam Gössner und Darja Domratschawa gewann. Ihr letzter Weltcupsieg beim Massenstart in Oberhof am 12. Januar 2020 vor Tiril Eckhoff und Marte Olsbu Røiseland war zugleich ihre letzte Podiumsplatzierung im Biathlon-Weltcup und auch die einzige Podiumsplatzierung ihrer letzten Weltcupsaison.
2007 und 2016 nahm Mäkäräinen auch an den Sommerbiathlon-Weltmeisterschaften teil, die in diesen beiden Jahren jeweils in Otepää stattfanden. Sie gewann 2007 Gold im Sprint und im Verfolgungsrennen, 2016 erneut Gold in der Verfolgung und – gemeinsam mit Mari Laukkanen, Tuomas Grönman und Olli Hiidensalo – im Mixed-Staffelrennen.
In den Sommermonaten stand Mäkäräinen bei vielen Biathlon- und Langlaufveranstaltungen wie dem City-Biathlon oder dem Blinkfestivalen am Start. Im Sommer 2013 gewann sie im Rahmen des Blinkfestivalen den Lysebotn Opp, ein Bergrennen in Norwegen über 7,5 km auf einer Serpentinenstraße, an dem traditionell die schnellsten Langläufer und Biathleten der Welt teilnehmen.
Von 2010 bis 2012 nahm sie dreimal in Folge an der World Team Challenge in der Arena auf Schalke in Gelsenkirchen teil. Gemeinsam mit dem Schweden Carl Johan Bergman gewann sie als gemischte schwedisch-finnische Mannschaft die World Team Challenge 2011.

## Statistik

### Weltcupplatzierungen
Die Tabelle zeigt alle Platzierungen (je nach Austragungsjahr einschließlich Olympische Spiele und Weltmeisterschaften).
- 1.–3. Platz: Anzahl der Podiumsplatzierungen
- Top 10: Anzahl der Platzierungen unter den ersten zehn (einschließlich Podium)
- Punkteränge: Anzahl der Platzierungen innerhalb der Punkteränge (einschließlich Podium und Top 10)
- Starts: Anzahl gelaufener Rennen in der jeweiligen Disziplin
- Staffel: inklusive Mixed- und Single-Mixed-Staffeln

| Platzierung         | Einzel | Sprint | Verfolgung | Massenstart | Staffel | Gesamt |
| ------------------- | ------ | ------ | ---------- | ----------- | ------- | ------ |
| 1. Platz            | 2      | 8      | 13         | 4           |         | 27     |
| 2. Platz            | 4      | 17     | 11         | 2           |         | 34     |
| 3. Platz            | 1      | 7      | 9          | 7           |         | 24     |
| Top 10              | 16     | 67     | 59         | 37          | 21      | 200    |
| Punkteränge         | 33     | 128    | 94         | 65          | 69      | 389    |
| Starts              | 43     | 138    | 103        | 66          | 69      | 419    |
| Stand: Karriereende |        |        |            |             |         |        |

### Weltcupsiege

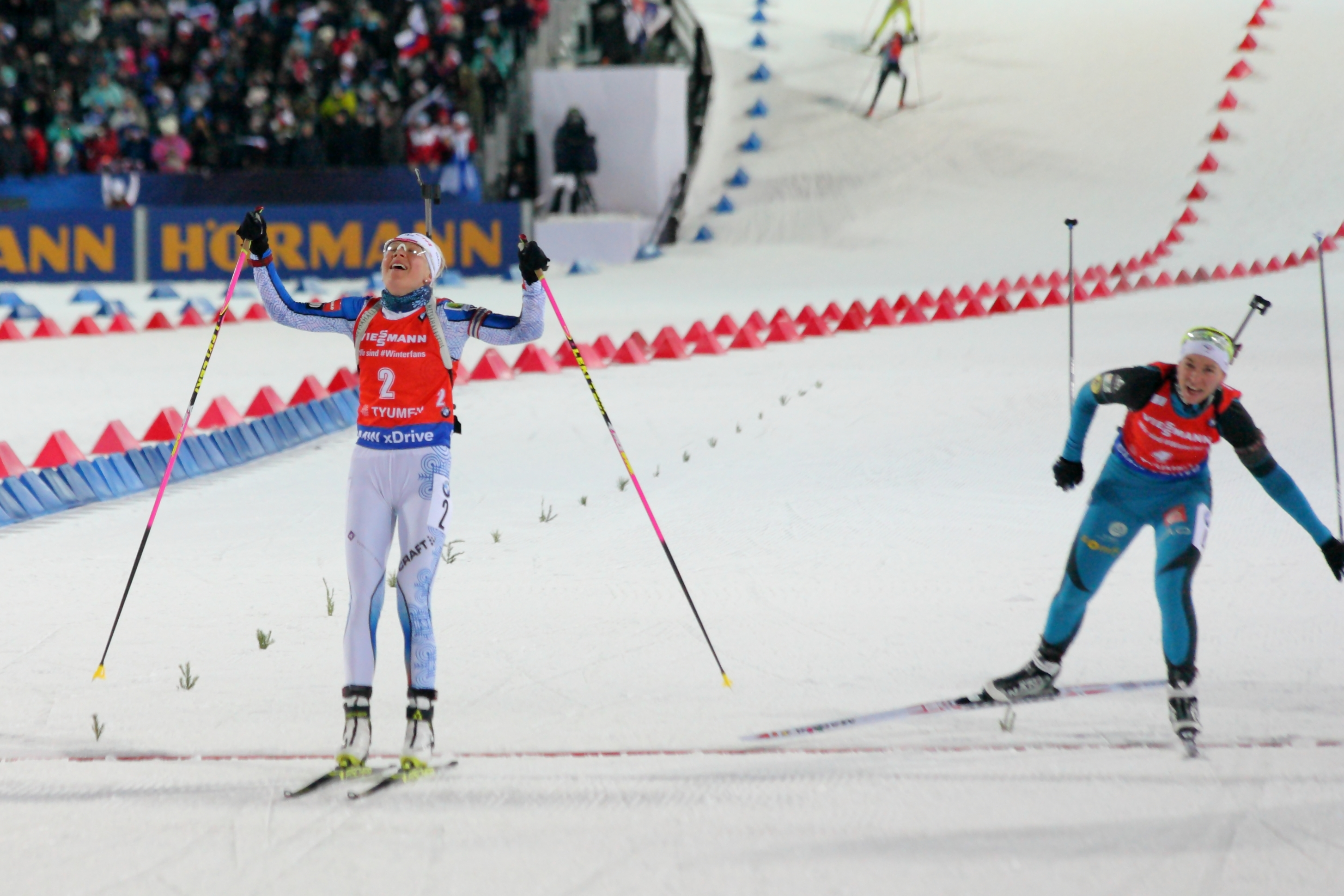
Mäkäräinen beim Sieg des Verfolgungsrennens in Tjumen vor Anaïs Bescond

| Nr. | Datum         | Ort                  | Disziplin   |
| --- | ------------- | -------------------- | ----------- |
| 1.  | 3. Dez. 2010  | Östersund            | Sprint      |
| 2.  | 5. Dez. 2010  | Östersund            | Verfolgung  |
| 3.  | 6. März 2011  | Chanty-Mansijsk (WM) | Verfolgung  |
| 4.  | 11. Jan. 2012 | Nové Město na Moravě | Einzel      |
| 5.  | 12. Feb. 2012 | Kontiolahti          | Verfolgung  |
| 6.  | 8. März 2014  | Pokljuka             | Verfolgung  |
| 7.  | 13. März 2014 | Kontiolahti          | Sprint      |
| 8.  | 15. März 2014 | Kontiolahti          | Sprint      |
| 9.  | 16. März 2014 | Kontiolahti          | Verfolgung  |
| 10. | 7. Dez. 2014  | Östersund            | Verfolgung  |
| 11. | 12. Dez. 2014 | Hochfilzen           | Sprint      |
| 12. | 14. Dez. 2014 | Hochfilzen           | Verfolgung  |
| 13. | 21. Dez. 2014 | Pokljuka             | Massenstart |
| 14. | 12. Feb. 2015 | Oslo                 | Einzel      |
| 15. | 20. März 2015 | Chanty-Mansijsk      | Sprint      |
| 16. | 6. Dez. 2015  | Östersund            | Verfolgung  |
| 17. | 20. Dez. 2015 | Pokljuka             | Massenstart |
| 18. | 17. März 2016 | Chanty-Mansijsk      | Sprint      |
| 19. | 19. März 2016 | Chanty-Mansijsk      | Verfolgung  |
| 20. | 14. Jan. 2017 | Ruhpolding           | Sprint      |
| 21. | 15. Jan. 2017 | Ruhpolding           | Verfolgung  |
| 22. | 14. Jan. 2018 | Ruhpolding           | Massenstart |
| 23. | 24. März 2018 | Tjumen               | Verfolgung  |
| 24. | 8. Dez. 2018  | Pokljuka             | Sprint      |
| 25. | 9. Dez. 2018  | Pokljuka             | Verfolgung  |
| 26. | 15. Dez. 2018 | Hochfilzen           | Verfolgung  |
| 27. | 12. Jan. 2020 | Oberhof              | Massenstart |

### Weltmeisterschaften

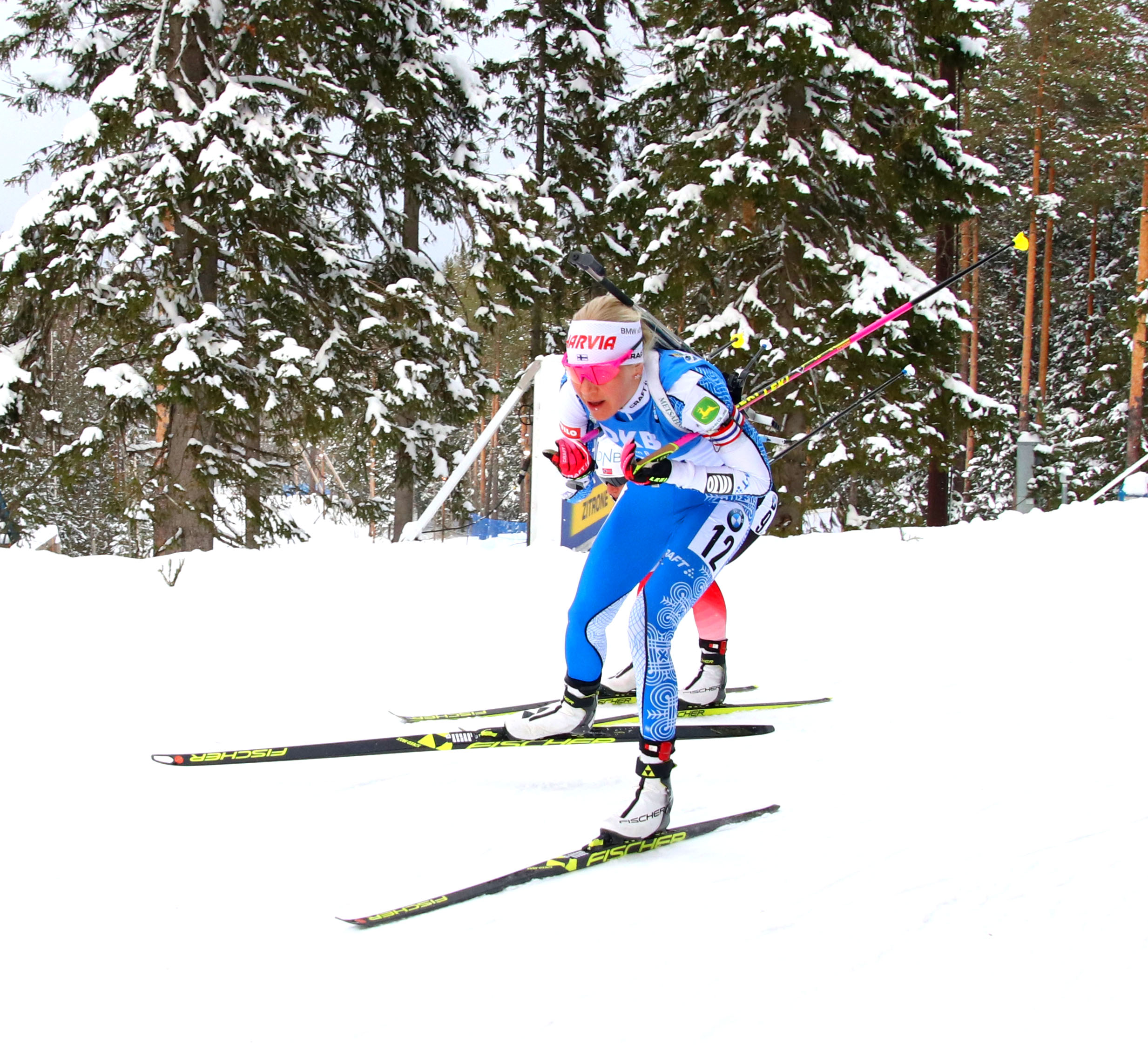
Mäkäräinen bei den Weltmeisterschaften in Östersund

| Weltmeisterschaften | Weltmeisterschaften                | Einzel | Sprint | Verfolgung | Massenstart | Staffel | Mixed-Staffel | Single-Mixed-Staffel |
| Jahr                | Ort                                | Einzel | Sprint | Verfolgung | Massenstart | Staffel | Mixed-Staffel | Single-Mixed-Staffel |
| ------------------- | ---------------------------------- | ------ | ------ | ---------- | ----------- | ------- | ------------- | -------------------- |
| 2005                | Hochfilzen                         | 49.    | 73.    |            |             | 18.     |               |                      |
| 2006                | Pokljuka (Mixed-Staffel-WM)        |        |        |            |             |         | 19.           |                      |
| 2007                | Antholz                            | 8.     | 29.    | 25.        | 7.          | 12.     | 16.           |                      |
| 2008                | Östersund                          | 31.    | 55.    | DNS        | 15.         | 15.     | 10.           |                      |
| 2009                | Pyeongchang                        | 30.    | 23.    | 4.         | 17.         |         | 6.            |                      |
| 2010                | Chanty-Mansijsk (Mixed-Staffel-WM) |        |        |            |             |         | 18.           |                      |
| 2011                | Chanty-Mansijsk                    | 28.    | 2.     | 1.         | 4.          | 10.     | 9.            |                      |
| 2012                | Ruhpolding                         | 28.    | 27.    | 20.        | 3.          | 18.     | 16.           |                      |
| 2013                | Nové Město                         | 8.     | 9.     | 10.        | 17.         | 21.     | 18.           |                      |
| 2015                | Kontiolahti                        | 3.     | 35.    | 12.        | 14.         | 17.     | 9.            |                      |
| 2016                | Oslo                               | 19.    | 9.     | 7.         | 3.          | 17.     | 18.           |                      |
| 2017                | Hochfilzen                         | 15.    | 12.    | 7.         | 3.          | 15.     | 10.           |                      |
| 2019                | Östersund                          | 45.    | 12.    | 17.        | 23.         | –       | 10.           | 12.                  |
| 2020                | Antholz                            | 21.    | 40.    | 22.        | 14.         | 11.     | 9.            | –                    |

### Olympische Winterspiele
| Olympische Winterspiele | Olympische Winterspiele | Einzel | Sprint | Verfolgung | Massenstart | Staffel | Mixed-Staffel |
| Jahr                    | Ort                     | Einzel | Sprint | Verfolgung | Massenstart | Staffel | Mixed-Staffel |
| ----------------------- | ----------------------- | ------ | ------ | ---------- | ----------- | ------- | ------------- |
| 2010                    | Vancouver               | 45.    | 58.    | 44.        | –           | –       |               |
| 2014                    | Sotschi                 | 9.     | 30.    | 16.        | 6.          | –       | –             |
| 2018                    | Pyeongchang             | 25.    | 22.    | 13.        | 10.         | 15.     | 6.            |

### Weltcupwertungen

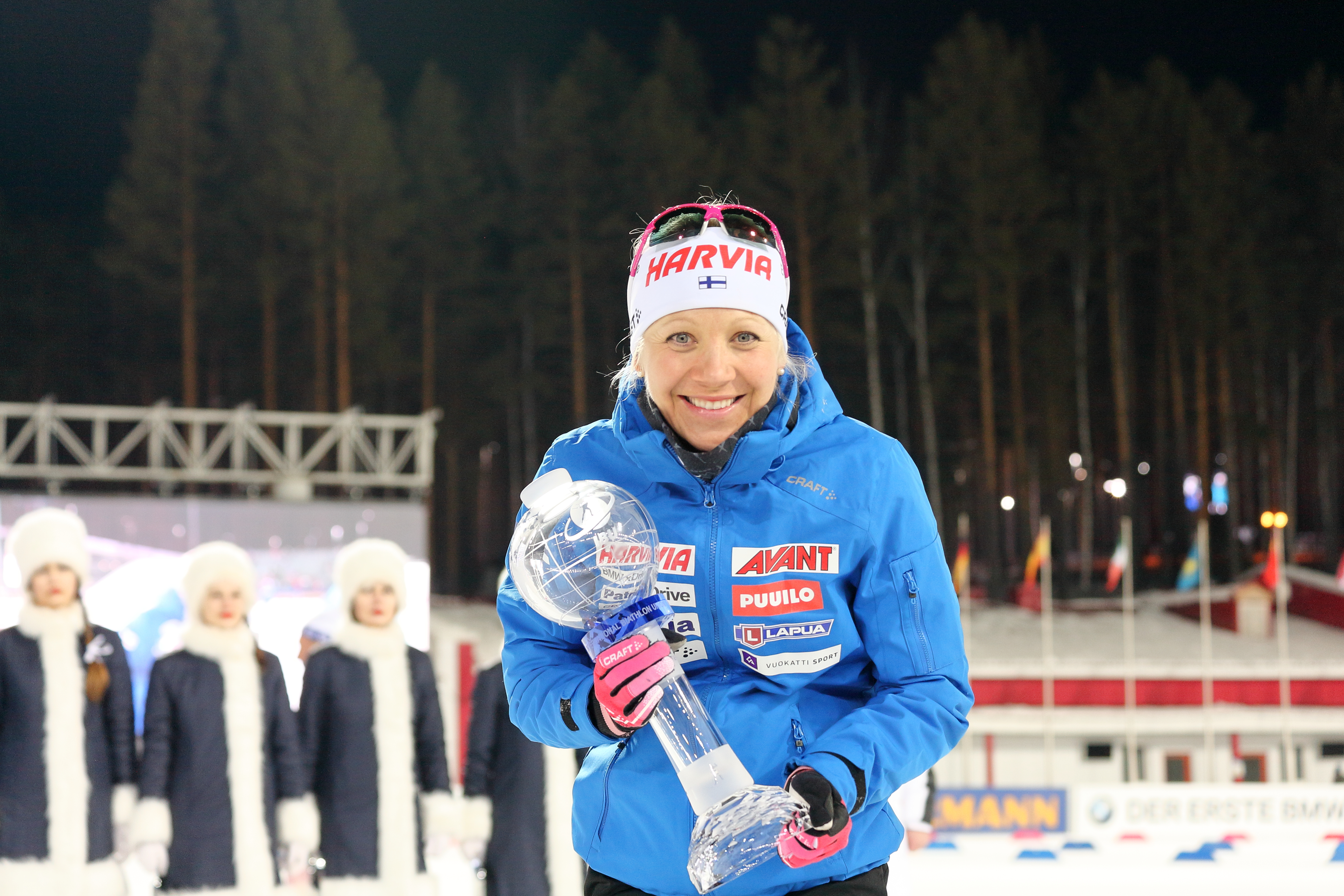
Mäkäräinen 2018 in Tjumen

Ergebnisse bei Biathlon-Weltcups (Disziplinen- und Gesamtweltcup) gemäß Punktesystem
| Saison  | Einzel | Einzel | Sprint | Sprint | Verfolgung | Verfolgung | Massenstart | Massenstart | Gesamt | Gesamt |
| Saison  | Platz  | Punkte | Platz  | Punkte | Platz      | Punkte     | Platz       | Punkte      | Platz  | Punkte |
| ------- | ------ | ------ | ------ | ------ | ---------- | ---------- | ----------- | ----------- | ------ | ------ |
| 2005/06 | 54.    | 4      | 63.    | 10     | 63.        | 4          |             |             | 62.    | 18     |
| 2006/07 | 8.     | 79     | 29.    | 60     | 47.        | 16         | 16.         | 74          | 27.    | 230    |
| 2007/08 | 43.    | 11     | 10.    | 180    | 15.        | 108        | 14.         | 80          | 13.    | 388    |
| 2008/09 | 27.    | 47     | 17.    | 192    | 10.        | 178        | 9.          | 140         | 14.    | 577    |
| 2009/10 | 43.    | 26     | 17.    | 202    | 28.        | 84         | 16.         | 106         | 22.    | 418    |
| 2010/11 | 6.     | 131    | 2.     | 391    | 1.         | 343        | 8.          | 140         | 1.     | 1005   |
| 2011/12 | 2.     | 116    | 3.     | 401    | 4.         | 350        | 5.          | 187         | 4.     | 1007   |
| 2012/13 | 6.     | 104    | 5.     | 324    | 5.         | 255        | 5.          | 171         | 5.     | 834    |
| 2013/14 | 20.    | 31     | 1.     | 367    | 1.         | 350        | 3.          | 130         | 1.     | 861    |
| 2014/15 | 1.     | 162    | 2.     | 364    | 1.         | 348        | 5.          | 193         | 2.     | 1044   |
| 2015/16 | 8.     | 93     | 4.     | 309    | 4.         | 324        | 4.          | 179         | 4.     | 892    |
| 2016/17 | 11.    | 69     | 3.     | 337    | 3.         | 368        | 3.          | 207         | 3.     | 971    |
| 2017/18 | 3.     | 84     | 3.     | 258    | 2.         | 280        | 1.          | 216         | 1.     | 822    |
| 2018/19 | 57.    | 11     | 5.     | 280    | 5.         | 286        | 21.         | 96          | 7.     | 673    |
| 2019/20 | 21.    | 48     | 23.    | 117    | 7.         | 146        | 4.          | 195         | 11.    | 506    |